# Mielno Pyrzyckie
Mielno Pyrzyckie (niem. Groß Möllen) – wieś w Polsce położona w województwie zachodniopomorskim, w powiecie pyrzyckim, w gminie Kozielice.
W latach 1975–1998 miejscowość administracyjnie należała do województwa szczecińskiego.